# 比维安娜·艾多
比维安娜·艾多·阿尔马格罗（西班牙語：Bibiana Aído Almagro，1977年2月2日—）是西班牙政治人物，2008年至2010年担任平等事务大臣，致力于消除性别歧视、实现女性与男性平等。

## 经历
毕业于加的斯大学国际经济管理学院，在英国諾桑比亞大學完成交换生项目。2011年7月14日获得诺桑比亚大学纽卡斯尔商学院民法学荣誉博士学位。
毕业后在安达卢西亚地方银行工作。2003年进入安达卢西亚政府文化部工作。
2008年萨帕特罗新内阁增设了平等事务部，致力于消除性别歧视、实现男女平等。她出任该部大臣。当时刚满31岁，是西班牙最年轻的内阁大臣。
2010年10月的内阁改组中，平等部合并入卫生部。她于2011年6月被任命为联合国妇女署负责人的特别顾问。2017年1月被任命为联合国妇女署驻厄瓜多尔代表。

## 荣誉
- 大十字级卡洛斯三世勋章（2010年）[7]